# گمینا وومازه
گمینا وومازه (به لهستانی:  Gmina Łomazy) یک گمینا در لهستان است که در شهرستان بیاوا پودلاسکا واقع شده‌است. گمینا وومازه ۲۰۰٫۴۳ کیلومتر مربع مساحت و ۵٬۱۰۹ نفر جمعیت دارد.